# P/2011 FR143 (Lemmon)
P/2011 FR143 (Lemmon) — одна з короткоперіодичних комет родини Юпітера. Комета була відкрита 29 березня 2011 року, коли мала 19.4m.